# Germinal Vidal
Germinal Vidal (Barcelona, 6 de gener de 1915 - 19 de juliol de 1936) fou un dirigent comunista català. De formació autodidacta, era membre del Bloc Obrer i Camperol, i dirigí les joventuts comunistes primerament del Bloc i després del Partit Obrer d'Unificació Marxista (POUM), conegudes com a Joventut Comunista Ibèrica (JCI) des del 1934. Participà en els fets del sis d'octubre com a membre de l'Aliança Obrera i després passà a la clandestinitat.
Va morir lluitant el 19 de juliol de 1936 a la plaça de la Universitat, en intentar resistir l'avanç de les tropes militars revoltades del general Manuel Goded Llopis. Durant els primers mesos de la guerra fou destacat per la propaganda comunista i republicana com un dels primers màrtirs de la resistència antifeixista.